# Américo Lopes
Américo Ferreira Lopes (Santa Maria de Lamas, 1933. március 6. – 2023. szeptember 22.)  portugál válogatott labdarúgókapus.

## Pályafutása

### A válogatottban
1964 és 1968 között 15 alkalommal szerepelt a portugál válogatottban. Részt vett az 1966-os világbajnokságon.

## Sikerei, díjai
Porto
- Portugál bajnok (1): 1958–59
- Portugál kupa (1): 1967–68

Portugália
- Világbajnoki bronzérmes (1): 1966